# Georgi Georgiew (Judoka)
Georgi Angelow Georgiew (bulgarisch Георги Георгиев; * 30. Januar 1976 in Pasardschik) ist ein ehemaliger bulgarischer Judoka. Er gewann eine Bronzemedaille bei Olympischen Spielen und drei Bronzemedaillen bei Europameisterschaften.

## Sportliche Karriere
Der 1,68 m große Georgiew von ZSKA Sofia trat bis 2004 meist im Halbleichtgewicht (bis 65 kg) an, ab 2005 im Leichtgewicht (bis 71 kg).
Er belegte bei den Europameisterschaften 1999 den siebten Platz und wurde im gleichen Jahr Zweiter der Militärweltmeisterschaften. 2000 gewann er seinen ersten bulgarischen Meistertitel. Bei den Europameisterschaften 2000 verlor er im Viertelfinale gegen den Niederländer Patrick van Kalken, kämpfte sich dann aber durch drei Siege in der Hoffnungsrunde zur Bronzemedaille durch. Bei den Olympischen Spielen 2000 gelang ihm in drei Kämpfen ein Sieg, er belegte den 13. Platz.
2001 erreichte er den siebten Platz bei den Europameisterschaften. 2002 gewann Georgiew seinen zweiten bulgarischen Meistertitel, bei den Europameisterschaften unterlag er im Halbfinale dem Slowaken Jozef Krnáč, den Kampf um Bronze verlor er gegen den Ukrainer Mussa Nastujew. Im Oktober 2002 wurde er Militärweltmeister im Leichtgewicht. 2003 verlor er bei den Europameisterschaften in Düsseldorf seinen Auftaktkampf gegen den Israeli Ehud Vaks, gewann dann aber in der Hoffnungsrunde vier Kämpfe und erhielt die Bronzemedaille. 2004 verlor er bei den Olympischen Spielen in Athen nach drei Siegen im Halbfinale gegen den Japaner Masato Uchishiba, den Kampf um Bronze gewann Georgiew gegen den Spanier Oscar Peñas.
2006 wurde Georgiew noch einmal Militärweltmeister im Leichtgewicht. Bei den Europameisterschaften 2007 unterlag er im Halbfinale gegen den Russen Salamu Metschidow, im Kampf um Bronze besiegte er Victor Bivol aus der Republik Moldau.